# قرار مجلس الأمن التابع للأمم المتحدة رقم 66
قرار مجلس الأمن التابع للأمم المتحدة رقم 66، الذي تم تبنيه في 29 ديسمبر 1948، ردًا على تقرير من الوسيط بالإنابة بشأن الأعمال العدائية التي اندلعت في جنوب فلسطين في 22 ديسمبر على الرغم من دعوات الأمم المتحدة لوقف إطلاق النار، طالب المجلس بالتنفيذ الفوري لقرار مجلس الأمن التابع للأمم المتحدة رقم 61. وقد اصدر القرار تعليمات للوسيط القائم بالعمل لتسهيل المراقبة الكاملة للهدنة من جانب مراقبى الامم المتحدة. وينص القرار كذلك على أن تقوم اللجنة التي عينت في قرار مجلس الأمن الدولي رقم 61 بعقد اجتماع في ليك سكسيس بنيويورك في 7 يناير للنظر في الحالة في جنوب فلسطين وتقديم تقرير إلى المجلس بشأن المدى الذي امتثلت فيه الحكومات لقراري مجلس الأمن الدولي 61 و 62 أو لم تمتثل له. كما دعا القرار كوبا والنرويج إلى استبدال عضو اللجنة المتقاعد (بلجيكا وكولومبيا) في الأول من يناير.
وقد اعتمد القرار بأغلبية ثمانية أصوات مقابل لا شيء؛ وامتنعت كل من جمهورية أوكرانيا الاشتراكية السوفياتية والولايات المتحدة والاتحاد السوفيتي عن التصويت.